# Fiord de Drammen
El fiord de Drammen (o Drammenfjord en noruec) és un petit fiord del sud de Noruega que en troba al costat oest del fiord d'Oslo i que s'estén uns 30 km cap al continent en direcció nord i nord-est. El riu Drammenselva, el tercer per més gran del país, desemboca al cap del fiord i el municipi i la ciutat de Drammen, que duu el nom del fiord, també es troba a la seva riba. La ciutat és el centre de la regió de Drammen, que forma cinquena àrea metropolitana més gran de Noruega amb 260.600 habitants l'any 2016. El fiord és obert al trànsit marítim tot l'any, requerint l'ús de trencaglaç a l'hivern.
La majoria del fiord es troba dins del comtat de Buskerud, però el seu extrem oest i sud-oest es troba al comtat de Vestfold. Una llarga penínsulalocalitzada al costat est del fiord anomenada península de Hurum i separa el fiord de Drammen del fiord d'Oslo.
El fiord es redueix a un estret entre Svelvik (a Vestfold, a la riba oest) i Hurum (a Buskerud, a la riba est). L'estret és travessat per un transbordador d'automòbils. Aquest estrangulament, d'uns 200 m d'amplada i 10 m de profunditat, juntament amb l'afluència d'aigua dolça del Drammenselva (300 m³ / s), fa que l'aigua a l'interior del fiord al nord de l'estret sigui aigua salobre. A la superfície l'aigua és bastant fresca, la qual cosa resulta en zones de bany lliures de meduses, mentre que en profunditat l'aigua té una concentració de sal més gran, amb peixos d'aigua salada com el bacallà, abadejo, llenguado i verat. També es troben al fiord, entre 10 i 20 metres de profunditat, esculls de coral mort. La profunditat màxima del fiord al nord de l'estret és de 117 metres.
Durant diverses dècades el fiord de Drammen ha estat contaminat. Les aigües residuals i els abocaments industrials de les indústries de Drammen s'han depurat de manera que l'aigua està ara molt més neta. De nou s'hi troben en les seves aigües, així com en el Drammenselva, el salmó i la truita.

## Etimologia
En els temps nòrdics el fiord de Drammen es coneixia amb el nom de Dramn o Drofn, que significa aigües boiroses. En les sagues nòrdiques Snorri Sturluson diu que Olaf II el Sant es va amaga de Canut el Gran en un fiord que es deia Dramn. En aquesta època, l'aigua era 4-5 metres més alta i el fiord arribava fins a Hokksund.